# Союз журналистов Норвегии
Союз журналистов Норвегии (Норвежский союз журналистов; норв. Norsk Journalistlag, NJ) — профсоюз в Норвегии, основанный 27 апреля 1946 года. В него входят около 8500 сотрудников редакций газет, журналов, телевидения и радио, а также фрилансеры и студенты. Пик численности союза пришелся на 2008 год — 9739 членов.
Являясь членом Ассоциации прессы Норвегии, профсоюз не входит в Норвежскую конфедерацию профсоюзов. Вместо этого он ведёт переговоры напрямую с ассоциацией медиабизнеса Норвегии, а также с представителями теле- и радиоканалов. У профсоюза есть совет директоров из двадцати человек, руководитель и генеральный секретарь.
Союз журналистов Норвегии издает журнал Journalisten и онлайн-газету journalisten.no; а также является совладельцем Норвежского института журналистики во Фредрикстаде.